# Liste der Kulturdenkmale in Zwoschwitz

Lage des Ortsteils Zwoschwitz in Plauen

In der Liste der Kulturdenkmale in Zwoschwitz sind die Kulturdenkmale des Plauener Ortsteils Zwoschwitz verzeichnet, die bis Oktober 2019 vom Landesamt für Denkmalpflege Sachsen erfasst wurden (ohne archäologische Kulturdenkmale). Die Anmerkungen sind zu beachten.
Diese Aufzählung ist eine Teilmenge der Liste der Kulturdenkmale in Plauen.

## Liste der Kulturdenkmale in Zwoschwitz
| Bild | Bezeichnung                                                   | Lage                             | Datierung                                              | Beschreibung | ID       |
| ---- | ------------------------------------------------------------- | -------------------------------- | ------------------------------------------------------ | --- | -------- |
|      | Kriegerdenkmal für die Gefallenen des Ersten Weltkrieges      | An den Teichen (Karte)           | 1924                                                   | Errichtet nach Plänen des Reichenbacher Architekten Heilmann, schlichter behauener Naturstein mit Inschrift von ortsgeschichtlichem Wert. Granitblock mit Abdeckplatte, darauf als Bekrönung Eisernes Kreuz, eingerahmt von Lorbeerkranz. Inschrift: „Opfer des Krieges“ und Namen der Gefallenen sowie „Nicht Heldentat wir taten unsere Pflicht“. Dazu neben der Gaststätte „Holzmühle“ sowjetischer Gedenkstein. In der Holzmühle waren vom 5. April 1943 bis zum 19. März 1945 verschleppte Sowjetbürger untergebracht, die für die Rüstung arbeiten mussten. 678 von ihnen verstarben und ruhen auf dem Friedhof Kauschwitz. Gedenkstein mit ehrender Inschrift, Granit, Höhe ca. 180 cm, errichtet 1965.                               | 09247346 |
|      | Wohnstallhaus und Scheune sowie Toreinfahrt eines Bauernhofes | Schneckengrüner Straße 4 (Karte) | Bezeichnet mit 1833 (Wohnstallhaus); um 1900 (Scheune) | Letzte original erhaltene Bauernwirtschaft im Ort, unter anderem baugeschichtliche Bedeutung und im Ortsbild dominant. - Wohnhaus: Erdgeschoss massiv, zwei Stichbogenportale, davon eines bezeichnet mit 1833, Fachwerk-Obergeschoss verputzt, teilweise sichtbar, Satteldach, wichtig für Ortsbild durch dominante Wirkung innerhalb des ehemaligen Rundweilers, das einzige noch im Originalzustand erhaltene bäuerliche Wohnhaus im Ort - Scheune: im rechten Winkel zum Wohnhaus stehend, schlichter Zweckbau, Erdgeschoss verputztes Ziegelmauerwerk, Fachwerk-Obergeschoss verbrettert, Satteldach - Zwischenbau zwischen beiden aus gleichen Zeit wie Wohnhaus: Erdgeschoss massiv verputzt, dort Stall mit böhmischem Kappengewölbe | 09247345 |

## Tabellenlegende
- Bild: Bild des Kulturdenkmals, ggf. zusätzlich mit einem Link zu weiteren Fotos des Kulturdenkmals im Medienarchiv Wikimedia Commons. Wenn man auf das Kamerasymbol klickt, können Fotos zu Kulturdenkmalen aus dieser Liste hochgeladen werden:
- Bezeichnung: Denkmalgeschützte Objekte und ggf. Bauwerksname des Kulturdenkmals
- Lage: Straßenname und Hausnummer oder Flurstücknummer des Kulturdenkmals. Die Grundsortierung der Liste erfolgt nach dieser Adresse. Der Link (Karte) führt zu verschiedenen Kartendiensten mit der Position des Kulturdenkmals. Fehlt dieser Link, wurden die Koordinaten noch nicht eingetragen. Sind diese bekannt, können sie über ein Tool mit einer Kartenansicht einfach nachgetragen werden. In dieser Kartenansicht sind Kulturdenkmale ohne Koordinaten mit einem roten bzw. orangen Marker dargestellt und können durch Verschieben auf die richtige Position in der Karte mit Koordinaten versehen werden. Kulturdenkmale ohne Bild sind an einem blauen bzw. roten Marker erkennbar.
- Datierung: Baubeginn, Fertigstellung, Datum der Erstnennung oder grobe zeitliche Einordnung entsprechend des Eintrags in der sächsischen Denkmaldatenbank
- Beschreibung: Kurzcharakteristik des Kulturdenkmals entsprechend des Eintrags in der sächsischen Denkmaldatenbank, ggf. ergänzt durch die dort nur selten veröffentlichten Erfassungstexte oder zusätzliche Informationen
- ID: Vom Landesamt für Denkmalpflege Sachsen vergebene, das Kulturdenkmal eindeutig identifizierende Objekt-Nummer. Der Link führt zum PDF-Denkmaldokument des Landesamtes für Denkmalpflege Sachsen. Bei ehemaligen Kulturdenkmalen können die Objektnummern unbekannt sein und deshalb fehlen bzw. die Links von aus der Datenbank entfernten Objektnummern ins Leere führen. Ein ggf. vorhandenes Icon  führt zu den Angaben des Kulturdenkmals bei Wikidata.